# Divinity Love
Divinity Love (ur. 11 lutego 1986) – czeska aktorka pornograficzna. Występowała także jako Amy, Devin, Divinity, Janam Christine i Jessica.
Jako młodsza z dwóch sióstr, Love studiowała na kierunku kosmetycznym, zanim poświęciła się branży porno. Najpierw pracowała jako egzotyczna tancerka, aż w 2006 roku, w wieku dwudziestu lat otrzymała możliwość pracy w filmie Pierre'a Woodmana i zadebiutowała jako barmanka z kabaretu w trylogii Private Sex City, pornograficznej wersji Sin City: Miasto grzechu Roberta Rodrigueza wg trzech komiksów Franka Millera z serii Sin City. Po pięciu tygodniach film stał się najlepiej sprzedającym się w historii pornobiznesu. 
W 2007 roku podpisała kontrakt z wytwórnią Woodman Entertainment, której właścicielem jest reżyser Pierre Woodman. 
Pojawiła się w kolejnych produkcjach Woodmana - jako Lydie w trzech częściach The Perfectionist (2007-2008).
W sierpniu 2006 roku Pierre Woodman z budżetem w wysokości 800 tys. euro podjął się realizacji megaprodukcji kolejnej trylogii Xcalibur: The Lords of Sex (2007), pornograficznej wersji filmu fantasy Excalibur, gdzie wzięło udział 40 aktorek i 35 aktorów. Film przyniósł nagrody Ninfa 2007 na Festiwalu Kina Erotycznego w Barcelonie w kategorii najlepsza scenografia dla Thomasa Scriffony, a Divinity Love odebrała dwie nagrody dla najlepszej gwiazdki - na Festiwalu Kina Erotycznego w Barcelonie i na Brussels Erotica.

## Nagrody
- 2007: FICEB Award - Najlepsza gwiazdka w Xcalibur[10]
- 2007: Brussels Erotica - Najlepsza europejska gwiazdka[11]